# Івар Андреас Осен
Івар Андреас Осен (норв. Ivar Andreas Aasen; 5 серпня 1813, Ерсте, Данія-Норвегія — 23 вересня 1896 року, Крістіанія, Об'єднані королівства Швеція і Норвегія) — норвезький філолог, лексикограф і поет. Відомий в першу чергу як творець однієї з письмових форм норвезької мови — нюношк. Мав також популярність як поет, є, зокрема, автором відомого вірша «Норвежець» (s:no:Nordmannen).

## Життєпис
Він народився як Івер Андреас Осен в Осені в Ерста (Ørsta, тоді Ерстен (Ørsten)), у районі Суннмере (Sunnmøre), на західному узбережжі Норвегії. Його батько, селянин із невеликою фермою, Івар Юнссон, помер 1826 року. Молодшого Івара привчали до господарства, але все своє дозвілля він витрачав на читання. Першим його інтересом була ботаніка. Коли йому було вісімнадцять, він відкрив початкову школу в рідній парафії. У 1833 році він увійшов до сім'ї Ганса Конрада Торесена, чоловіка видатної письменниці Магдалини Торесен, в Герей (тоді Геро), і там він засвоїв елементи латині. Поступово, за допомогою безмежного терпіння й зосередженості, молодий селянин оволодів багатьма мовами, почав наукове вивчення їх будови. Івар самотужки створив нову мову для Норвегії, що стала «літературною» мовою.

## Кар'єра

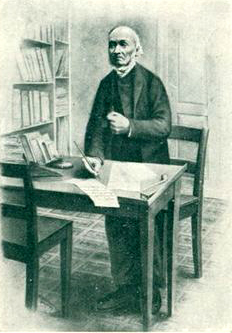
Івар Осен (1891)

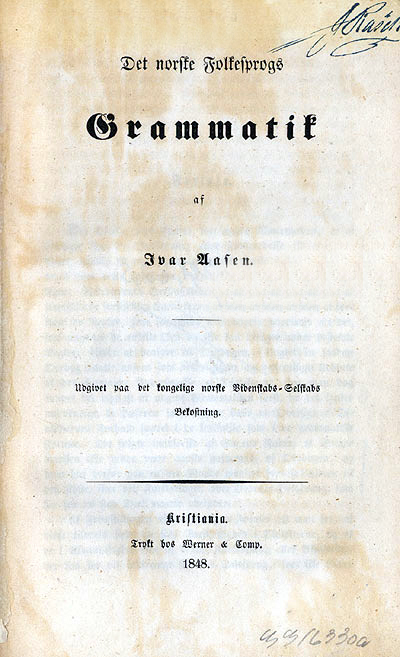
"Граматика норвезької народної мови", 1848

Приблизно в 1846 році він звільнився від усього тягаря ручної праці і міг зайняти свої думки діалектом свого рідного району Суннмере; його першою публікацією була невелика збірка народних пісень на діалекті Суннмьоре (1843). Його чудові здібності тепер привернули загальну увагу, і йому допомогли продовжувати навчання. Його Граматика норвезьких діалектів ( дан. Det Norske Folkesprogs Grammatik, 1848) була результатом великої праці та подорожей, здійснених у різних частинах країни. Відомий Словник норвезьких діалектів Осена (дан. Ordbog over det Norske Folkesprog) з’явилася у своєму первісному вигляді в 1850 році, і з цієї публікації бере початок все широке культивування норвезької народної мови. Осен створив із різних матеріалів, які були у його розпорядженні, популярну мову чи folke-maal (народна мова) для Норвегії. До 1853 року він створив норму використання своєї нової мови, яку він назвав Landsmaal, що означає мову країни.  З певними модифікаціями, найважливіші з яких були внесені пізніше самим Осеном , але також через останню політику, спрямовану на злиття цієї норвезької мови з датсько-норвезькою, ця мова стала нюнорською («новонорвезькою»), другою з двох офіційних мов Норвегії (іншою є букмол, датсько-норвезький нащадок датської мови, який використовувався в Норвегії за часів Осена). Різновид норвезької, більш близький до мови Осена, все ще зустрічається в Хьогнорську («високонорвезька»). Сьогодні деякі визнають нюнорськ на рівних з букмолом, оскільки букмол, як правило, частіше використовується на радіо, телебаченні та в більшості газет, тоді як новоскандинавська мова (нюнорськ) однаково використовується в державній роботі , а також приблизно у 17% шкіл.  Хоча вона не така поширена, як її рідна мова, її потрібно розглядати як життєздатну мову, оскільки значна меншість норвежців використовує її як свою основну мову, включаючи багатьох науковців та авторів.  Ця мова є як письмовою, так і розмовною. 
Осен складав вірші та п’єси на складеному діалекті, щоб показати, як його слід використовувати; одна з цих драм, «Спадкоємець» (1855), часто знімалася, і її можна вважати піонером усієї великої діалектної літератури останнього півстоліття 1800-х років, від Вінье до Гарборга. У 1856 році він опублікував Norske Ordsprog, трактат про норвезькі прислів’я. Постійно розширював і вдосконалював свою граматику і свій словник. Він жив дуже тихо в Осло (тоді Християнія), оточений своїми книгами і цураючись публічності, але його ім'я отримало широку політичну прихильність, оскільки його уявлення про мову селян ставали проникали у лозунги популярних партій.  У 1864 році він опублікував свою остаточну граматику Нюнорська, а в 1873 році опублікував остаточний словник. 
Досить рано у своїй кар'єрі, у 1842 році, він почав отримувати грант, який дозволив йому приділяти всю свою увагу своїм філологічним дослідженням; і Стортинг (норвезький парламент), усвідомлюючи національну важливість його роботи, ставився до нього в цьому відношенні все більш і більш щедро. Він продовжував свої дослідження до останнього, але можна сказати, що після видання його Словника 1873 року (з новою назвою:  дан. Norsk Ordbog), він мало додав до своїх робіт. Осен займає, мабуть, відокремлене місце в історії літератури як єдина людина, яка винайшла або, принаймні, вибрала і сконструювала мову, яка сподобалася багатьом тисячам його співвітчизників, що вони прийняли її у шкілах, проповідях і піснях. 
Він помер у Христианії 23 вересня 1896 р. і був похований із державними почестями. 